# Diocesi di Sonsón-Rionegro

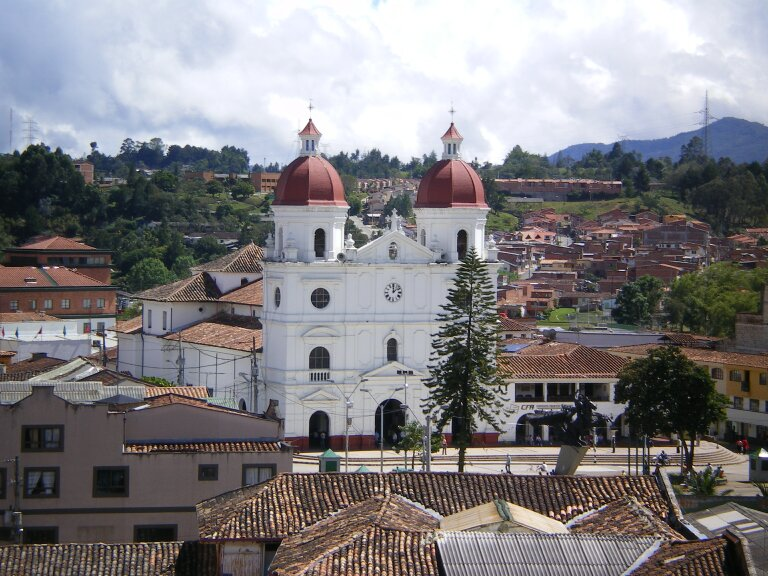
La concattedrale di San Nicola, a Rionegro.

La diocesi di Sonsón-Rionegro (in latino: Dioecesis Sonsonensis-Rivi Nigri) è una sede della Chiesa cattolica in Colombia suffraganea dell'arcidiocesi di Medellín. Nel 2022 contava 557.930 battezzati su 597.244 abitanti. È retta dal vescovo Fidel León Cadavid Marín.
Patrona della diocesi è Nostra Signora del Rosario di Arma.

## Territorio
La diocesi comprende 22 comuni nella parte sudorientale del dipartimento colombiano di Antioquia: Abejorral, Argelia, Cocorná, El Carmen de Viboral, El Peñol, El Retiro, El Santuario, Granada, Guarne, Guatapé, La Ceja, La Unión, Marinilla, Nariño, Rionegro, San Carlos, San Francisco, San Luis, San Rafael, San Vicente, Sonsón (eccetto i distretti di La Danta e San Miguel che appartengono alla diocesi di La Dorada-Guaduas). Fa parte della diocesi anche il settore chiamato Las Palmas del comune di Envigado, mentre il resto di questo comune appartiene all'arcidiocesi di Medellín.
Sede vescovile è la città di Sonsón, dove si trova la cattedrale di San Nicola. A Rionegro si trova la concattedrale, anch'essa dedicata a San Nicola. Nel territorio sorgono anche due basiliche minori: Nostra Signora del Carmelo a La Ceja, e San Giuda Taddeo a El Santuario.
Il territorio si estende su una superficie di 7.300 km² ed è suddiviso in 71 parrocchie, raggruppate in 7 vicariati.

## Storia
La diocesi di Sonsón fu eretta il 18 marzo 1957 con la bolla In apostolici muneris di papa Pio XII, ricavandone il territorio dall'arcidiocesi di Medellín.
Il 28 novembre 1958, con la lettera apostolica Inditam Dei Genetricem, papa Pio XII ha proclamato la Beata Maria Vergine del Sacratissimo Rosario di Arma patrona principale della diocesi.
Nel 1959 fu istituito un seminario nazionale per le vocazioni adulte, dedicato a Cristo Sacerdote; l'anno successivo si iniziò l'attività del seminario diocesano, dedicato a sant'Alberto Magno.
Nel terremoto del 1962 fu distrutta la prima cattedrale della diocesi, che fu ricostruita a partire dall'anno seguente.
Il 27 ottobre 1962 ha ceduto una porzione di territorio a vantaggio della diocesi di Barrancabermeja.
Il 20 aprile 1968 in forza della bolla Quamquam Apostoli di papa Paolo VI la chiesa di San Nicola di Rionegro è stata elevata al rango di concattedrale e la diocesi ha assunto il nome attuale.
Nel 1982, nel XXV anniversario della diocesi, fu istituita la Universidad Católica de Oriente, con sede a Rionegro.
Il 18 giugno 1988 ha ceduto una porzione di territorio a vantaggio dell'erezione della diocesi di Girardota.
Negli anni novanta il vescovo Flavio Calle Zapata ha fronteggiato la disastrosa situazione sociale della diocesi, dilaniata dalla guerriglia delle FARC e dell'ELN, che ha comportato il versamento del sangue di molti civili innocenti, soprattutto campesinos, la semidistruzione di vari villaggi, l'emigrazione continua e di massa verso le città, l'impoverimento della regione e l'indottrinamento marxista-leninista di buona parte dell'infanzia e della gioventù. In questo difficile scenario, il vescovo ha saputo proporsi come messaggero e costruttore della pace.

## Cronotassi dei vescovi
Si omettono i periodi di sede vacante non superiori ai 2 anni o non storicamente accertati.
- Alberto Uribe Urdaneta † (18 marzo 1957 - 13 luglio 1960 nominato vescovo di Cali)
- Alfredo Rubio Díaz † (12 febbraio 1961 - 27 marzo 1968 nominato arcivescovo di Nueva Pamplona)
- Alfonso Uribe Jaramillo † (6 aprile 1968 - 15 luglio 1993 deceduto)
- Flavio Calle Zapata (16 febbraio 1993 - 10 gennaio 2003 nominato arcivescovo di Ibagué)
- Ricardo Antonio Tobón Restrepo (25 aprile 2003 - 16 febbraio 2010 nominato arcivescovo di Medellín)
- Fidel León Cadavid Marín, dal 2 febbraio 2011

## Statistiche
La diocesi nel 2022 su una popolazione di 597.244 persone contava 557.930 battezzati, corrispondenti al 93,4% del totale.
| anno | popolazione | popolazione | popolazione | presbiteri | presbiteri | presbiteri | presbiteri                | diaconi | religiosi | religiosi | parrocchie |
| anno | battezzati  | totale      | %           | numero     | secolari   | regolari   | battezzati per presbitero | diaconi | uomini    | donne     | parrocchie |
| ---- | ----------- | ----------- | ----------- | ---------- | ---------- | ---------- | ------------------------- | ------- | --------- | --------- | ---------- |
| 1966 | 350.000     | 350.000     | 100,0       | 153        | 113        | 40         | 2.287                     |         |           |           | 29         |
| 1970 | 390.000     | 390.000     | 100,0       | 144        | 119        | 25         | 2.708                     |         | 41        | 484       | 33         |
| 1976 | 400.900     | 400.900     | 100,0       | 126        | 106        | 20         | 3.181                     | 4       | 64        | 395       | 37         |
| 1980 | 419.600     | 428.200     | 98,0        | 147        | 112        | 35         | 2.854                     |         | 90        | 476       | 39         |
| 1990 | 576.000     | 594.000     | 97,0        | 185        | 166        | 19         | 3.113                     |         | 60        | 542       | 41         |
| 1999 | 716.000     | 739.000     | 96,9        | 239        | 212        | 27         | 2.995                     |         | 54        | 642       | 52         |
| 2000 | 716.000     | 739.000     | 96,9        | 249        | 222        | 27         | 2.875                     |         | 54        | 642       | 52         |
| 2001 | 716.000     | 739.000     | 96,9        | 259        | 232        | 27         | 2.764                     |         | 54        | 642       | 52         |
| 2002 | 698.000     | 735.000     | 95,0        | 226        | 202        | 24         | 3.088                     |         | 57        | 661       | 56         |
| 2003 | 550.000     | 565.000     | 97,3        | 230        | 198        | 32         | 2.391                     |         | 89        | 670       | 56         |
| 2004 | 550.000     | 565.000     | 97,3        | 252        | 220        | 32         | 2.182                     |         | 82        | 670       | 56         |
| 2010 | 602.000     | 608.000     | 99,0        | 284        | 249        | 35         | 2.119                     |         | 110       | 578       | 65         |
| 2014 | 630.000     | 636.000     | 99,1        | 298        | 267        | 31         | 2.114                     |         | 117       | 578       | 66         |
| 2017 | 558.300     | 593.800     | 94,0        | 305        | 281        | 24         | 1.830                     | 1       | 131       | 440       | 68         |
| 2020 | 540.500     | 578.585     | 93,4        | 367        | 329        | 38         | 1.472                     | 6       | 109       | 569       | 69         |
| 2022 | 557.930     | 597.244     | 93,4        | 407        | 361        | 46         | 1.370                     | 10      | 116       | 346       | 71         |

## Galleria d'immagini

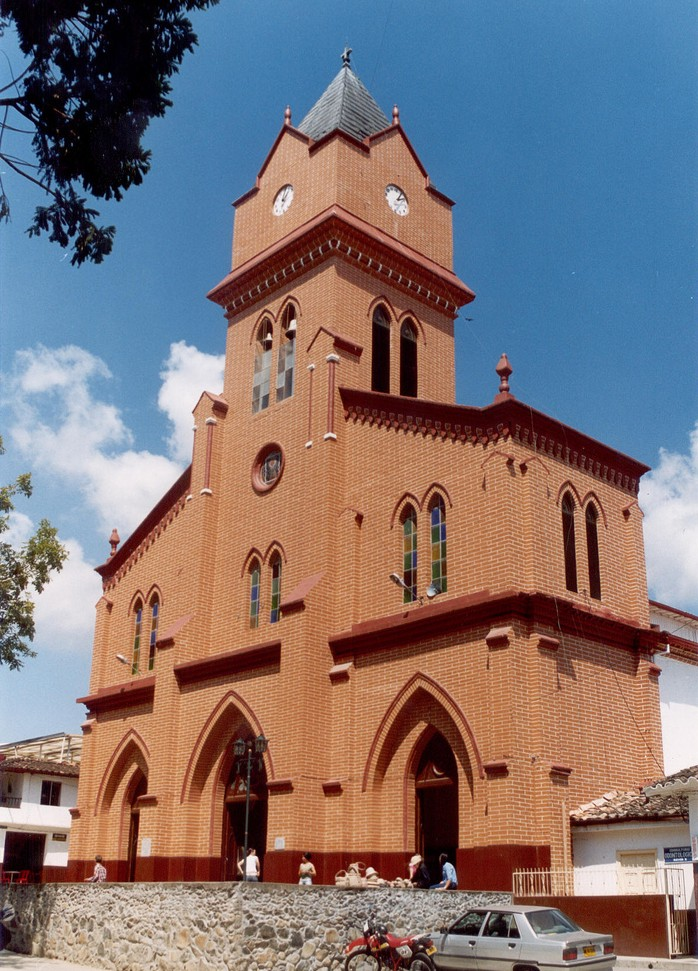
La basilica minore di San Giuda Taddeo di El Santuario
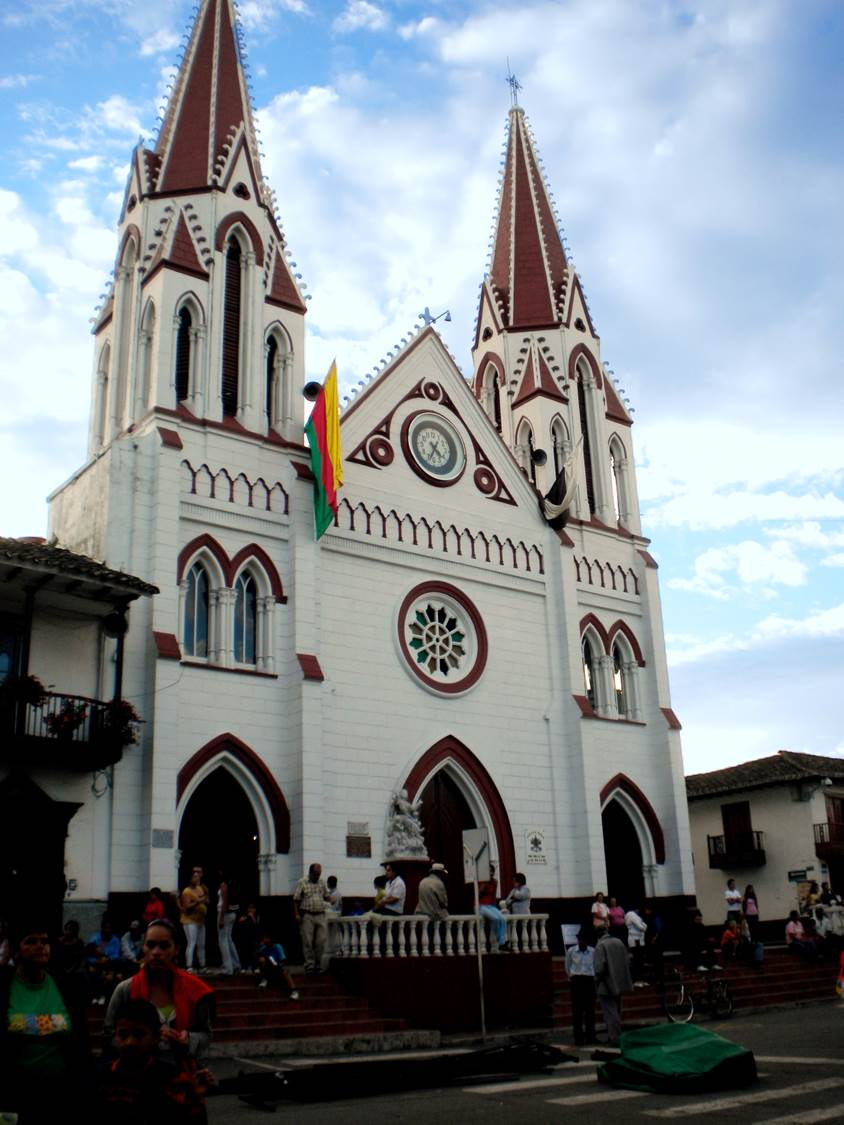
La basilica minore di Nostra Signora del Carmelo di La Ceja
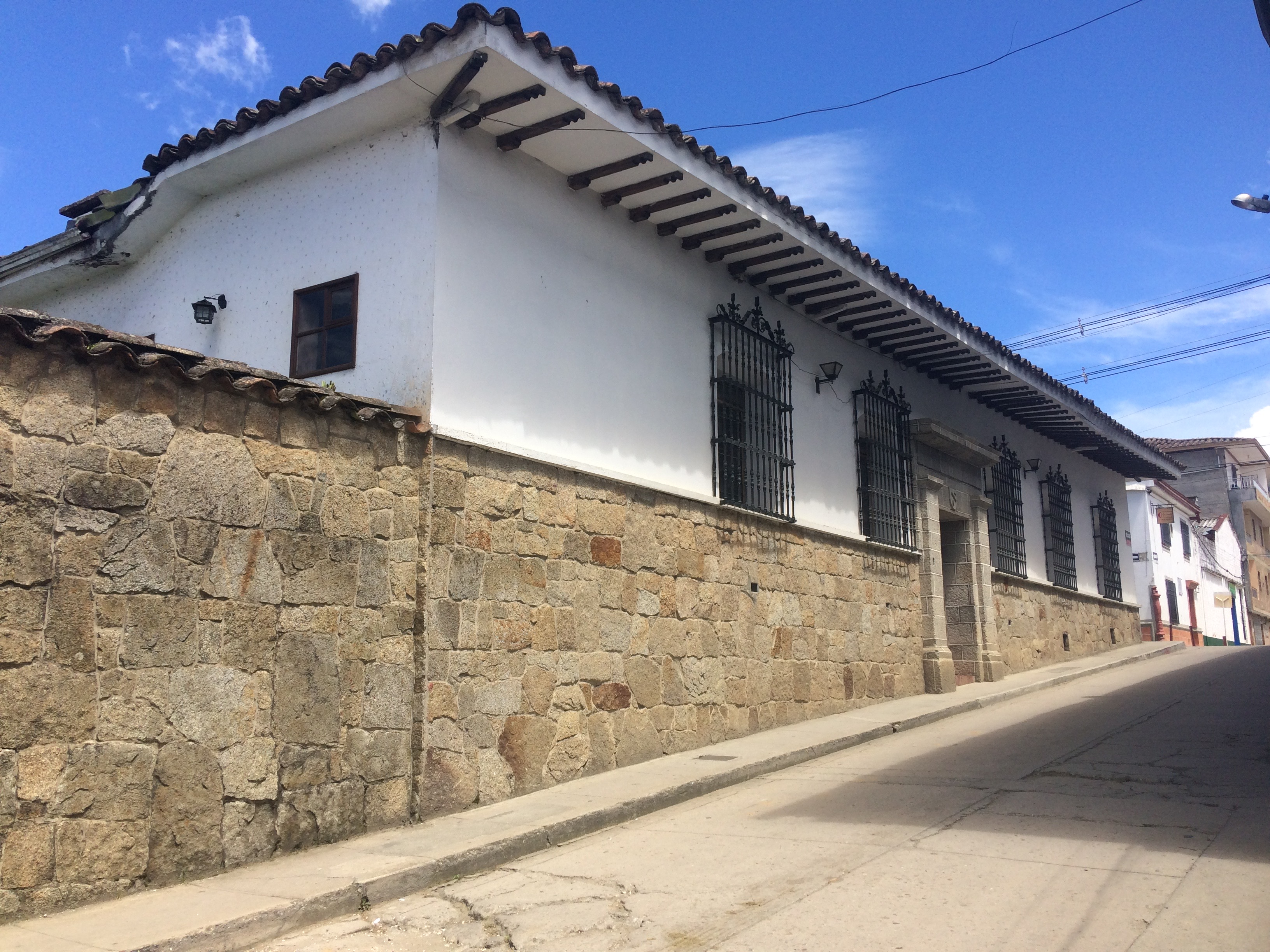
Il palazzo vescovile di Sonsón
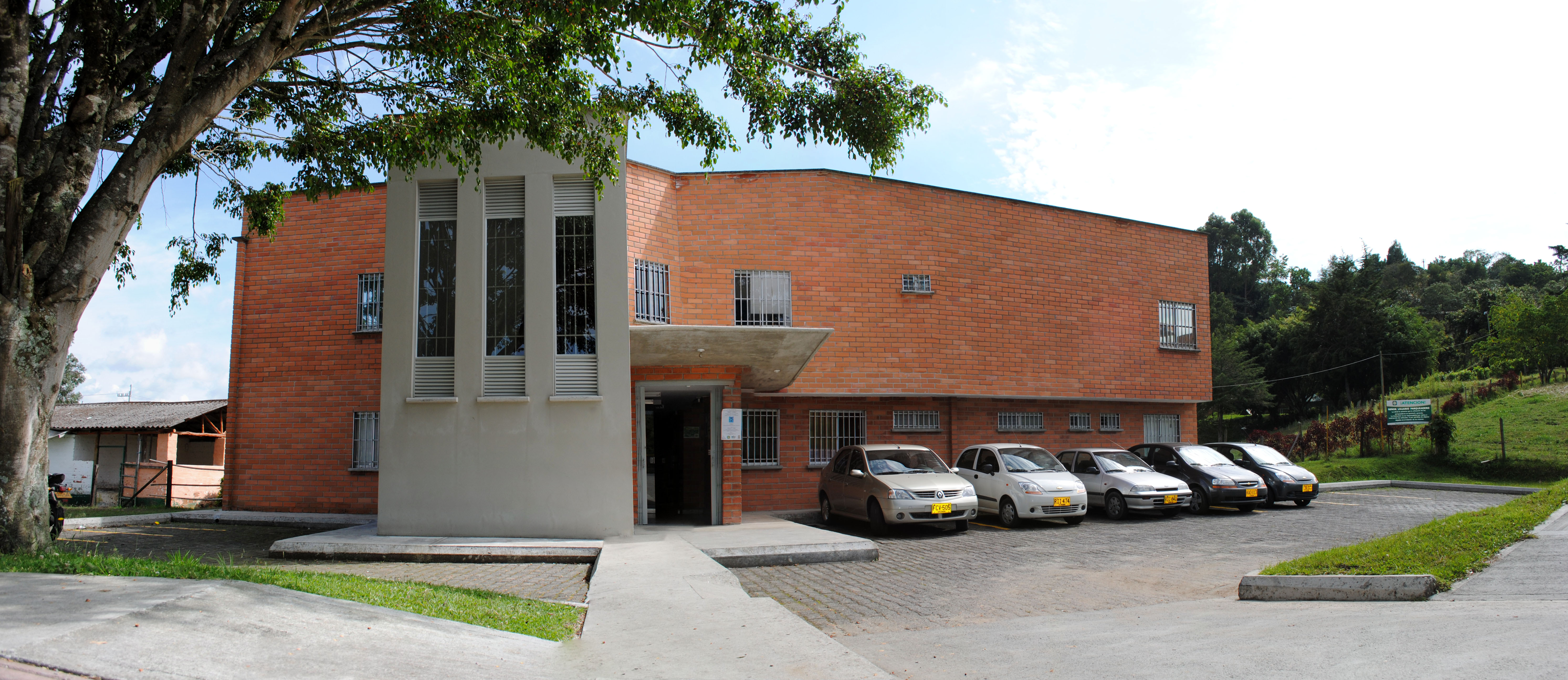
Una delle dipendenze della Universidad Católica de Oriente, con sede a Rionegro
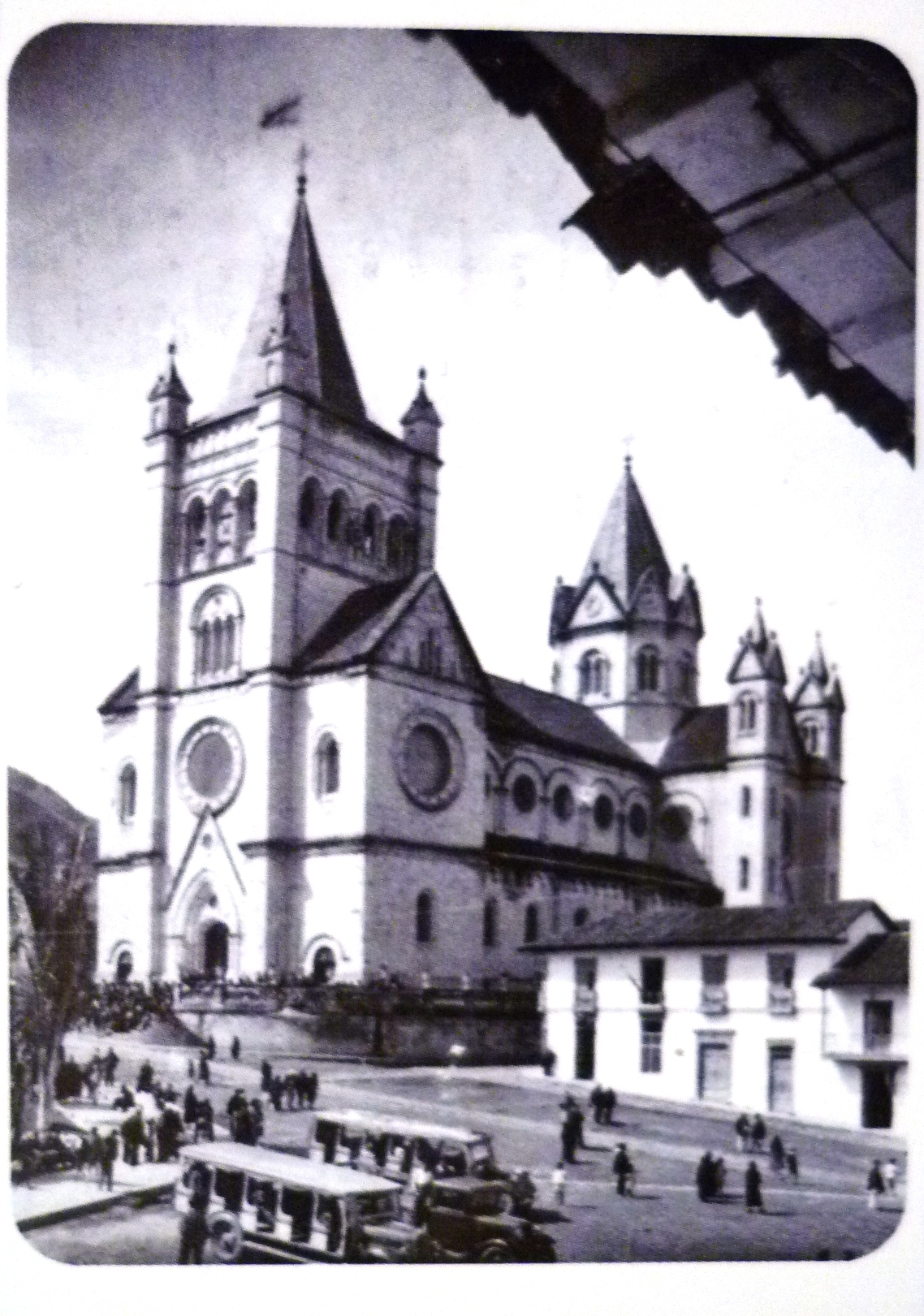
La primitiva cattedrale di Sonsón, distrutta da un terremoto nel 1962
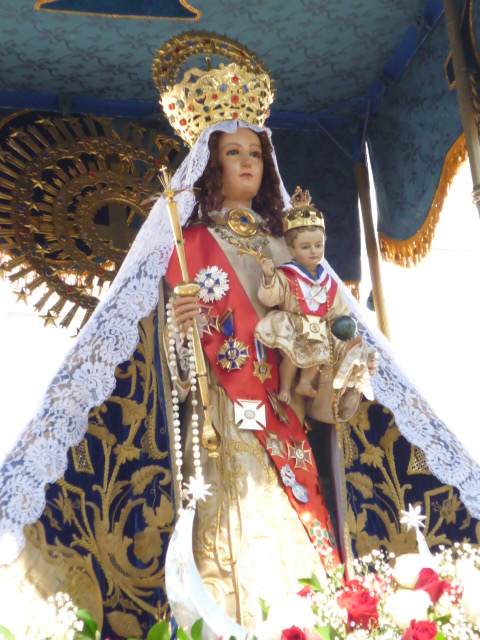
Nostra Signora del Rosario di Arma, patrona della diocesi